# Cantó de Gennevilliers
El cantó de Gennevilliers és un cantó francès del departament dels Alts del Sena, situat al districte de Nanterre. Creat amb la reorganització cantonal del 2015.

## Municipis
- Gennevilliers
- Villeneuve-la-Garenne